# Isòvol
Isòvol (spanisch Isóbol) ist eine Gemeinde (Municipio) mit 330 Einwohnern (Stand: 2024) in der Provinz Girona in der Comarca Cerdanya in Spanien. Zur Gemeinde gehören neben dem Hauptort Isòvol die Ortschaften All und Olopte. 

## Lage
Isòvol liegt etwa 190 Kilometer nordöstlich von Lleida und etwa 120 Kilometer nordwestlich von Girona in den Pyrenäen einer Höhe von ca. 1135 m nahe der Grenze zu Frankreich und Andorra. Der Segre begrenzt die Gemeinde im Süden und Osten.

## Einwohnerentwicklung
| 1970 | 1981 | 1991 | 2001 | 2011 | 2021 |
| ---- | ---- | ---- | ---- | ---- | ---- |
| 237  | 197  | 175  | 189  | 319  | 314  |

## Sehenswürdigkeiten
- Michaeliskirche in Isòvol
- Peterskirche in Olopte
- Marienkirche in All
- Marienkapelle von Quadres

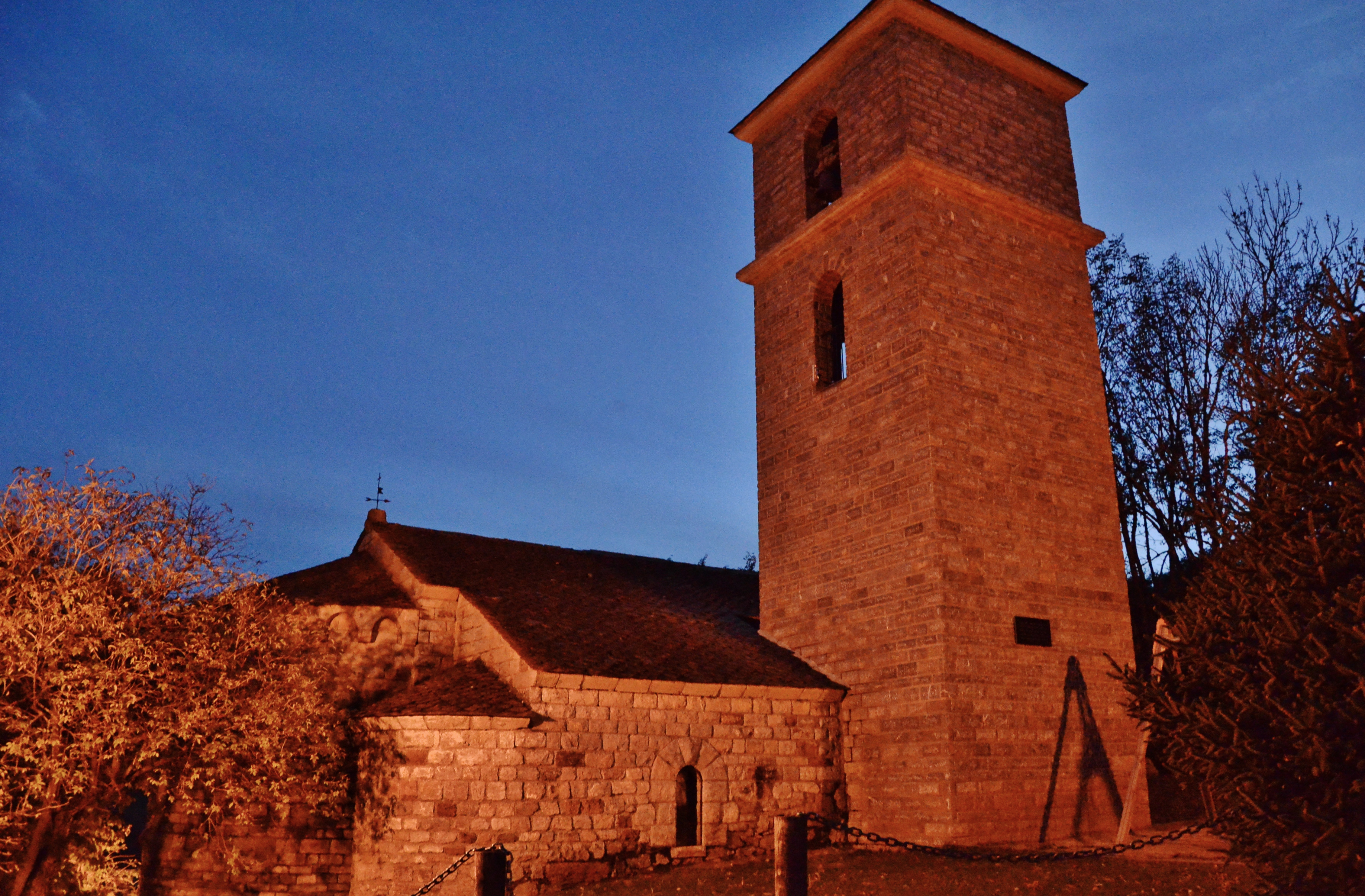
Michaeliskirche
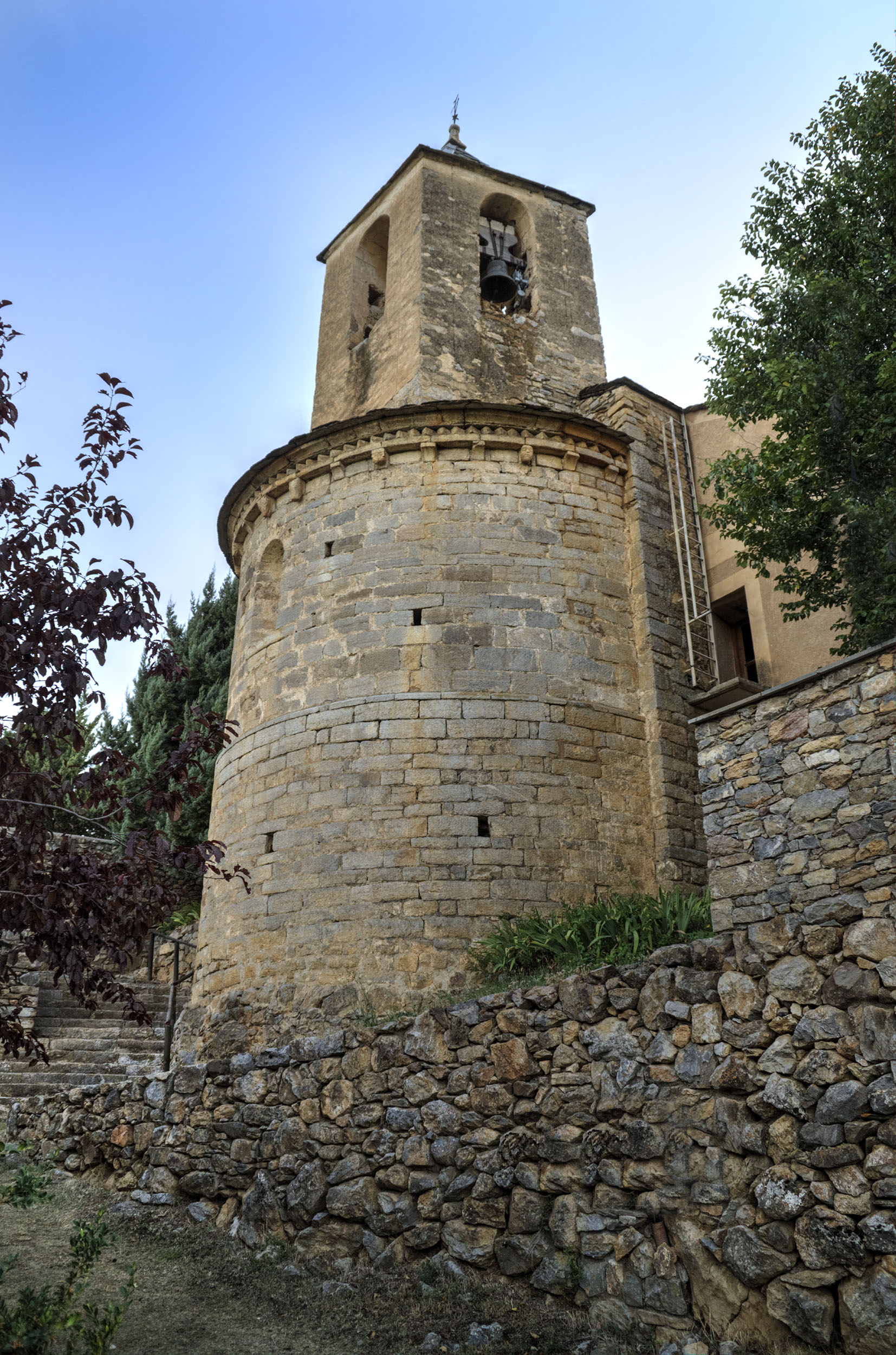
Peterskirche
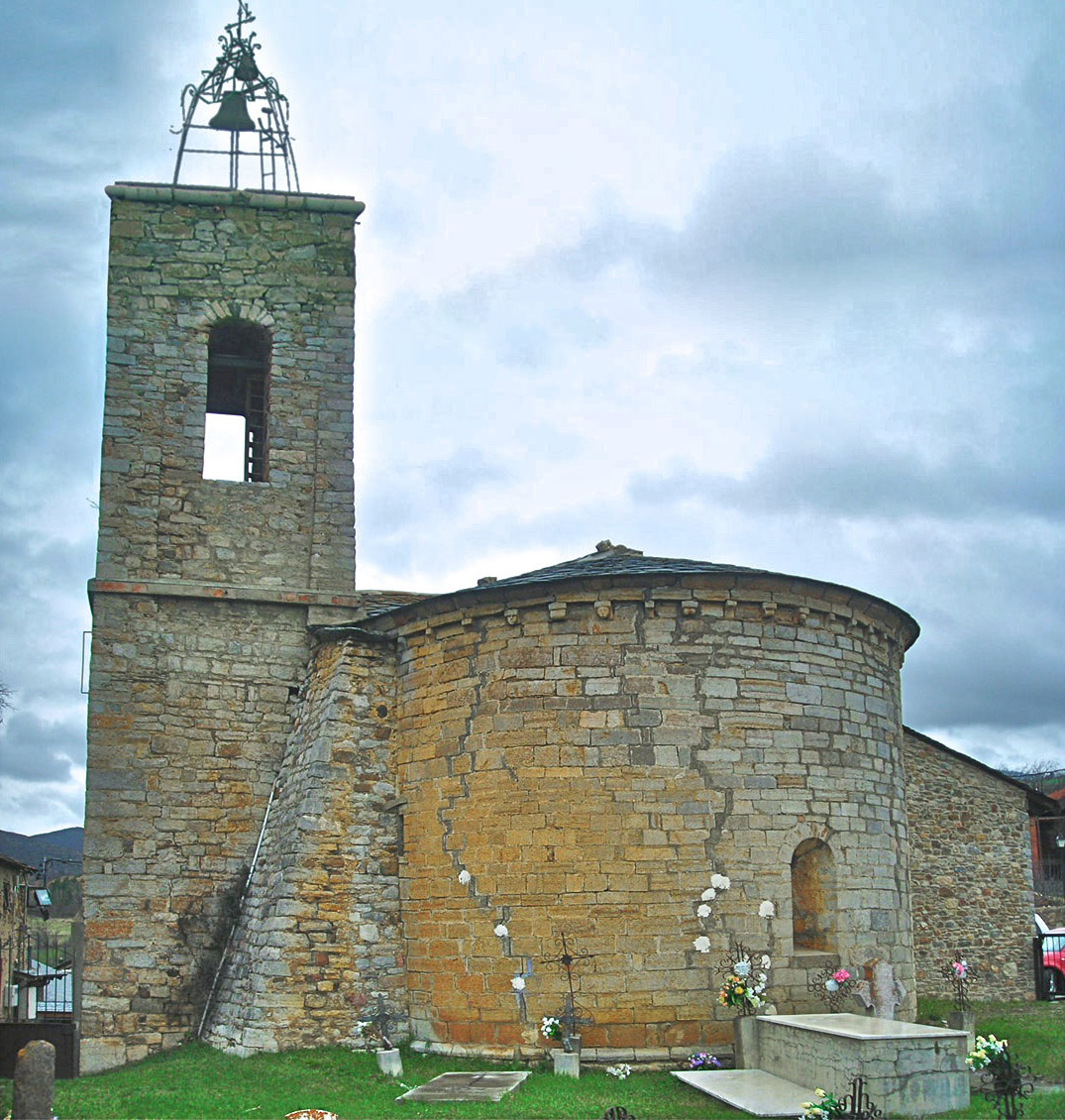
Marienkirche in All
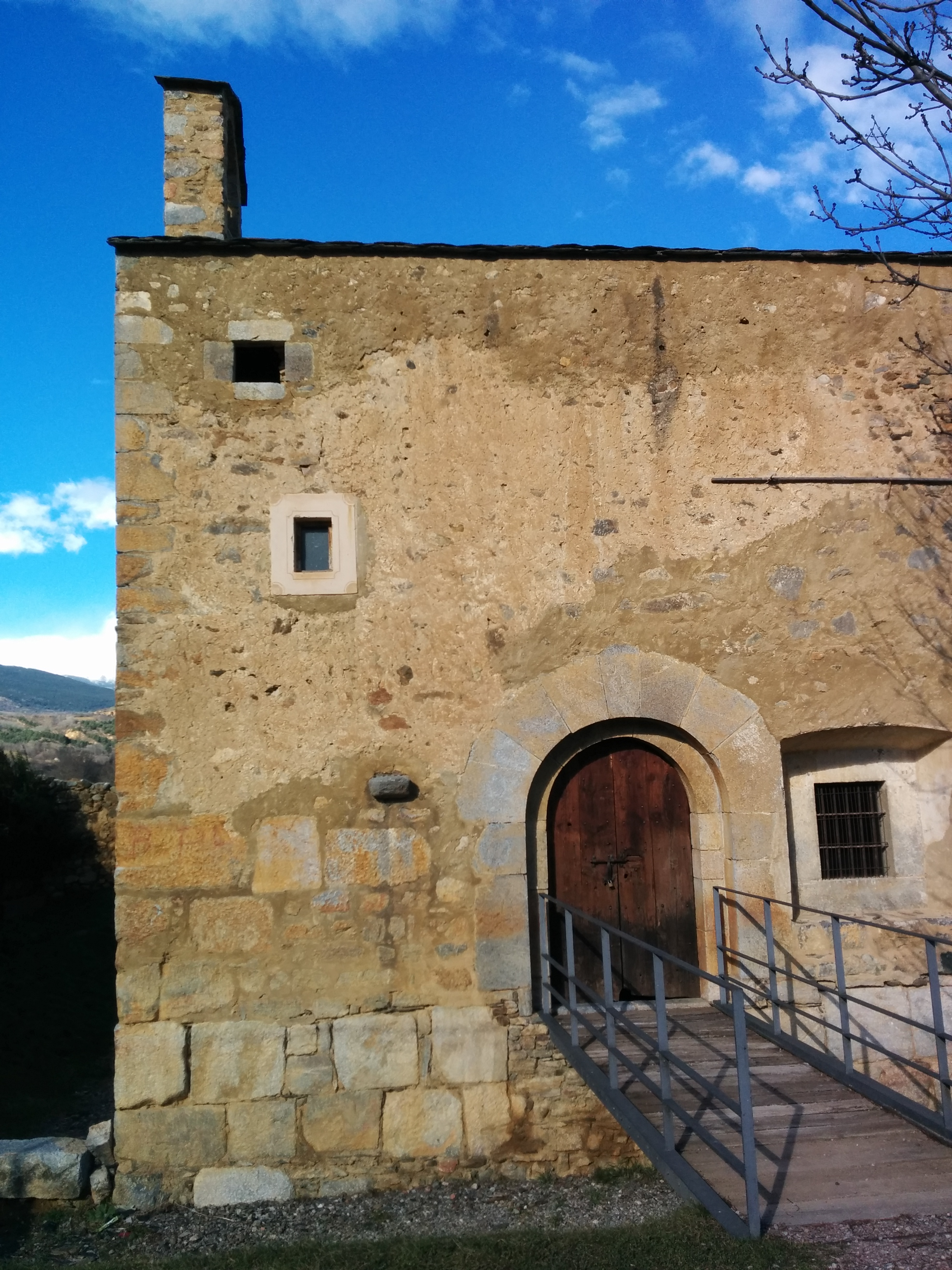
Marienkapelle von Quadres